# Miranda de Vries
Miranda Wilhelmina Maria de Graaff-de Vries (* 7. Januar 1970 in Egmond-Binnen) ist eine niederländische Politikwissenschaftlerin, PvdA-Politikerin und Verwaltungsrätin. Von 2017 bis 2022 war sie Bürgermeisterin von Etten-Leur.

## Biografie
De Vries studierte und promovierte 1999 in Politikwissenschaft an der Radboud-Universität. Sie arbeitete an dieser Universität als wissenschaftliche Mitarbeiterin im Fachbereich Politikwissenschaft. Bis 2001 war sie zudem als Referentin für den Rat für öffentliche Verwaltung (RoV) und den Rat für Finanzbeziehungen (RFF) tätig. Von 2001 bis 2006 arbeitete sie als leitende Beraterin für das Stadtverwaltungszentrum und Programmmanagerin für Jugend bei der Gemeinde Dordrecht.
Von 2006 bis 2011 war De Vries Beisitzerin für Finanzen, Jugend, Bildung und Gesundheitswesen in Zwijndrecht. Ab dem 12. Dezember 2011 war sie Bürgermeisterin von Geldermalsen. Während ihrer Amtszeit als Bürgermeisterin von Geldermalsen erwog die Gemeinde die Installation einer Aufnahmeeinrichtung für Asylanten (asielzoekerscentrum azc), was zu Widerstand unter den Bürgern in der Gemeinde Geldermalsen führte. Dabei wurde eine Maklerin von einer Mobilen Einheit der Polizei hart geschlagen.
De Vries war vom 1. Juli 2017 bis 1. Juli 2021 Mitglied des Rates für öffentliche Verwaltung. Vom 20. Dezember 2017 bis zum 1. Januar 2023 war sie Bürgermeisterin von Etten-Leur. Bei ihrem Abschiedstreffen in De Nobelaer am 9. Dezember 2022 wurde sie zur Ehrenbürgerin von Etten-Leur ernannt. Seit dem 1. Januar 2023 ist sie Vorstandsvorsitzende der Zorggroep Elde Maasduinen (ZGEM). Diese Pflegegruppe ist im Bereich der Altenpflege in der Region Mittel- und Nordost-Brabant tätig.
De Vries ist verheiratet und Mutter von zwei Söhnen.